# 何穀
何穀（？—？），清朝官員，本籍廣東。監生出身。

## 生平
何穀於1783年（乾隆48年）接替張啟進，於台灣台北地區擔任台灣府淡水廳新莊巡檢一職，是大台北地區的地方父母官。